# 22
O ano 22 DC (XXII) foi um ano comum começando na quinta-feira do calendário juliano . Na época, era conhecido como o Ano da Consulsão de Agripa e Galba (ou, com menos frequência, ano 775 Ab urbe condita). A denominação 22 DC para este ano tem sido usada desde o início do período medieval, quando a era do calendário de Anno Domini se tornou o método prevalecente na Europa para denominar anos.

## Eventos

### Por Localidade

#### Império Romano
- [Nota 1] e Décimo Hatério Agripa, cônsules romanos.[1]
- Leis Romanas substituem os costumes celticos na Gália
- Caio Júnio Silano, procurador da Ásia, é condenado por oprimir a província; ele é condenado ao exílio em Citno.[2]
- Tacfarinas, rebelde africano, oferece termos de paz ao imperador Tibério, em que ele receberia um território, mas Tibério se sente ofendido, lembrando que nem Espártaco, nem Sertório, nem Mitrídates haviam sido agraciados com uma rendição condicional. O comando da guerra é entregue a Júnio Bleso,[3] tio de Sejano.[4]

#### Ásia
- Inicio da futura Dinastia Han, na China

## Nascimentos
- Valeria Messalina, terceira esposa do imperador romano Cláudio

## Mortes
- Ateio Capitão, um jurista de renome.
- Júnia, esposa de Cássio e irmã de Bruto, os principais assassinos de Júlio César, aos sessenta e três anos de idade.[5]